# خانه زرعی
خانهٔ زرعی؛ نام خانه‌ای تاریخی مربوط به دورهٔ پهلوی اول است و در شهرستان مشهد، شهر مشهد، خیابان شیرازی، کوچهٔ ملاهاشم، کوچهٔ حمام برق، پلاک ۱/۲۹ واقع شده و این اثر در تاریخ ۲۵ آبان ۱۳۸۴ با شمارهٔ ثبت ۱۳۸۷۳ به‌عنوان یکی از آثار ملی ایران به ثبت رسیده‌است.